# Amiota ratnae
Amiota ratnae är en tvåvingeart som beskrevs av Chen och Masanori Joseph Toda 1998. Amiota ratnae ingår i släktet Amiota och familjen daggflugor. Inga underarter finns listade i Catalogue of Life.